# Циклононан
Циклонона́н (Cyclononane) — органическое вещество класса циклоалканов. Химическая формула — C9H18.
В природе встречается в составе нефти.

## Физические свойства
Бесцветная жидкость.
Температура плавления, по разным данным, от 9,7 до 11°С.
Температура кипения, по разным данным, находится в диапазоне 170—178,44°С.

## Химические свойства
При 20 °С циклононан под действием хлорида алюминия изомеризуется в пропилциклогексан, а при 50 °С — в триметилциклогексаны.
На платинированом угле циклононан образует смесь индана и метилбензола с другими ароматическими углеводородами.

## Конформации

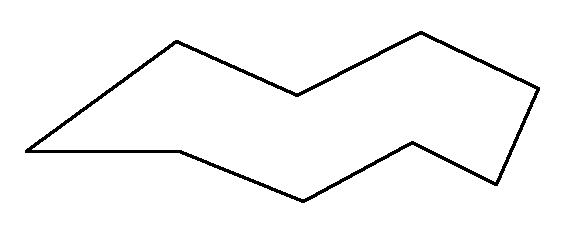
Циклононан. Одна из наиболее стабильных конформаций.

Конформационные свойства циклоалканов с девятью и более углеродными атомами очень сложны. Несколько из конформаций циклононана близки по энергии. Как все циклы среднего размера (от 8- до 14-членных), циклононан образуется с трудом вследствие близкого соседства большого числа атомов водорода, причем напряжение достигает максимума в циклодекане.